# Mordellochroa
Mordellochroa is een geslacht van kevers uit de familie spartelkevers (Mordellidae).
Het geslacht is voor het eerst wetenschappelijk beschreven in 1876 door Emery.

## Soorten
Het geslacht omvat de volgende soorten:
- Mordellochroa abdominalis (Fabricius, 1775)
- Mordellochroa hasegawai Nomura & Kato, 1959
- Mordellochroa humerosa (Rosenhauer, 1847)
- Mordellochroa milleri (Emery, 1876)
- Mordellochroa pulchella (Mulsant & Rey, 1859)
- Mordellochroa pygidialis Nomura, 1961
- Mordellochroa shibatai Kiyoyama, 1987
- Mordellochroa tournieri (Emery, 1876)
- Mordellochroa yanoi (Nomura, 1951)